# Ângelo Francisco Ramos
Ângelo Francisco Ramos (? — ?) foi um político brasileiro.
Foi presidente das províncias de Sergipe, de 20 a 21 de junho de 1863 e de 5 de novembro de 1865 a 2 de janeiro de 1866.